# یاسپر بوونهایس
یاسپر بوونهایس (هلندی: Jasper Bovenhuis؛ زادهٔ ۲۷ ژوئیهٔ ۱۹۹۱) دوچرخه‌سوار اهل هلند است.
از باشگاه‌هایی که در آن رکاب زده‌است می‌توان به تیم دوچرخه‌سواری رابوبانک دولوپمنت، تیم دوچرخه‌سواری کوگا، و کنندیل–دراپاک اشاره کرد.